# Sinagoga nuova Mill Street di New York
Lo sinagoga nuova Mill Street di New York, oggi scomparsa, fu costruita nel 1818 a sostituire la sinagoga Mill Street di New York, che era stata la prima sinagoga di New York e dell'intero continente nordamericano. Fu demolita nel 1834 con il trasferimento della congregazione ad altre locazioni.

## La storia
La congregazione Shearith Israel può vantare di essere la più antica comunità ebraica non solo di New York ma di tutti gli Stati Uniti. È la congregazione formata dai primi coloni ebrei di origine spagnola e portoghese che arrivarono nella colonia olandese di New Amsterdam (oggi New York) nel settembre 1654.
La sinagoga nuova Mill Street di New York fu costruita nel 1818 in sostituzione dell'antica sinagoga Mill Street di New York, la quale era ormai divenuta insufficiente ai bisogni della crescente comunità newyorchese all'indomani dell'indipendenza americana. Un'antica immagine ci mostra la nuova sinagoga come un edificio in pietra e mattoni dalla semplici linee ma già di considerevoli dimensioni con due piani di finestre a illuminare la sala di preghiera e il matroneo sopraelevato. La sinagoga poteva accomodare a sedere 167 uomini e 133 donne.
Nel 1834 la sinagoga fu demolita quando la congregazione cominciò a spostarsi sempre più lontano dall'antico centro e fu aperta la sinagoga Crosby Street di New York.
Oggi Mill Street è chiamata South William Street nel distretto di Wall Street a Lower Manhattan. Niente resta a ricordo di quelle che furono le prime due sinagoghe di New York, se non le loro immagini d'epoca.